# Clemens Köttelwesch

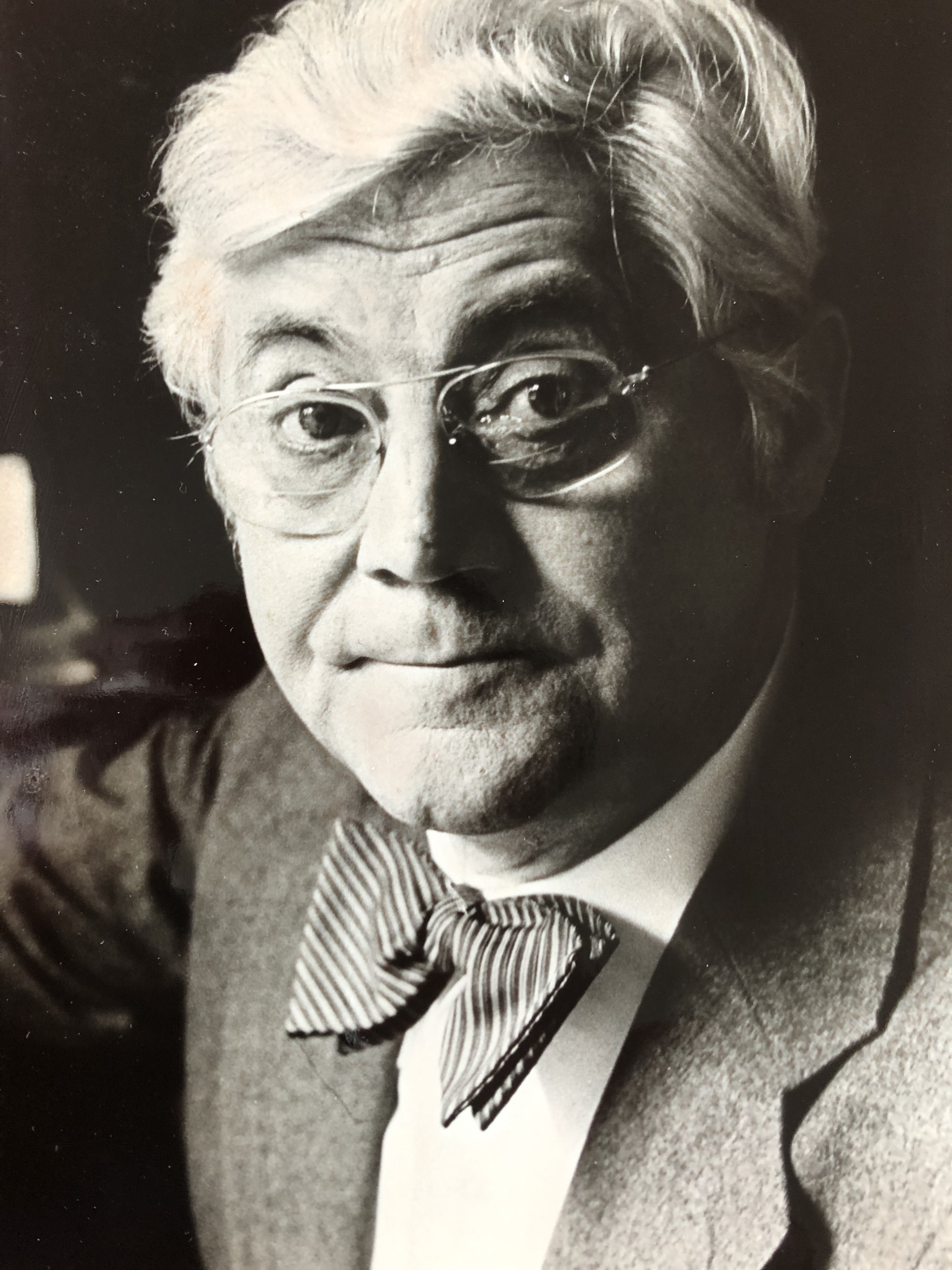
Clemens Köttelwesch (1982)

Clemens Köttelwesch (geboren 3. Februar 1915 in Tönisvorst; gestorben 24. Dezember 1988 in Frankfurt am Main) war ein deutscher Sprach- und Literaturwissenschaftler und wissenschaftlicher Bibliothekar. Er leitete 20 Jahre lang als Direktor die Stadt- und Universitätsbibliothek Frankfurt. Zusammen mit Hanns W. Eppelsheimer erarbeitete er die Bibliographie der deutschen Literaturwissenschaft. Ab 1969 war er Honorarprofessor für Buchkunde an der Universität Frankfurt. Er war Träger der Goethe-Plakette des hessischen Ministeriums für Wissenschaft und Kunst und des Bundesverdienstkreuzes.

## Leben
Clemens Köttelwesch wuchs mit zwölf Geschwistern in einem bäuerlichen Elternhaus auf. Als einziges Kind der Familie strebte er nach dem Besuch der Volksschule in Tönisvorst eine höhere Schulbildung und den Universitätsbesuch an. Nach dem Abitur am Humanistischen Gymnasium in Emmerich studierte er zunächst Mittelalterliche Geschichte, später Germanistik, Theaterwissenschaft und Zeitungswissenschaft in Breslau und an der Ludwig-Maximilians-Universität München. Nach einer schweren Verwundung in den ersten Kriegsjahren konnte er 1942 sein Studium mit der Promotion abschließen. Die Dissertationsschrift legte er unter dem Titel England und die koloniale Schuldlüge in München vor. In den Jahren von 1942 bis 1944 absolvierte er ein zweijähriges Bibliotheksreferendariat mit Stationen in Straßburg, Berlin und Göttingen.
Clemens Köttelwesch war dreimal verheiratet. Aus der ersten Ehe mit Gertrud Köttelwesch stammten drei Töchter: Irmgard, Ursula und die klinische Psychologin Esther Rohde-Köttelwesch. Die zweite Ehe bestand mit der Chemikerin Helga Köttelwesch-Büthe, geborene de Riese, und im Jahr 1980 heiratete er die Bibliothekarin Sabine Köttelwesch, geborene Rügge.

## Wirken

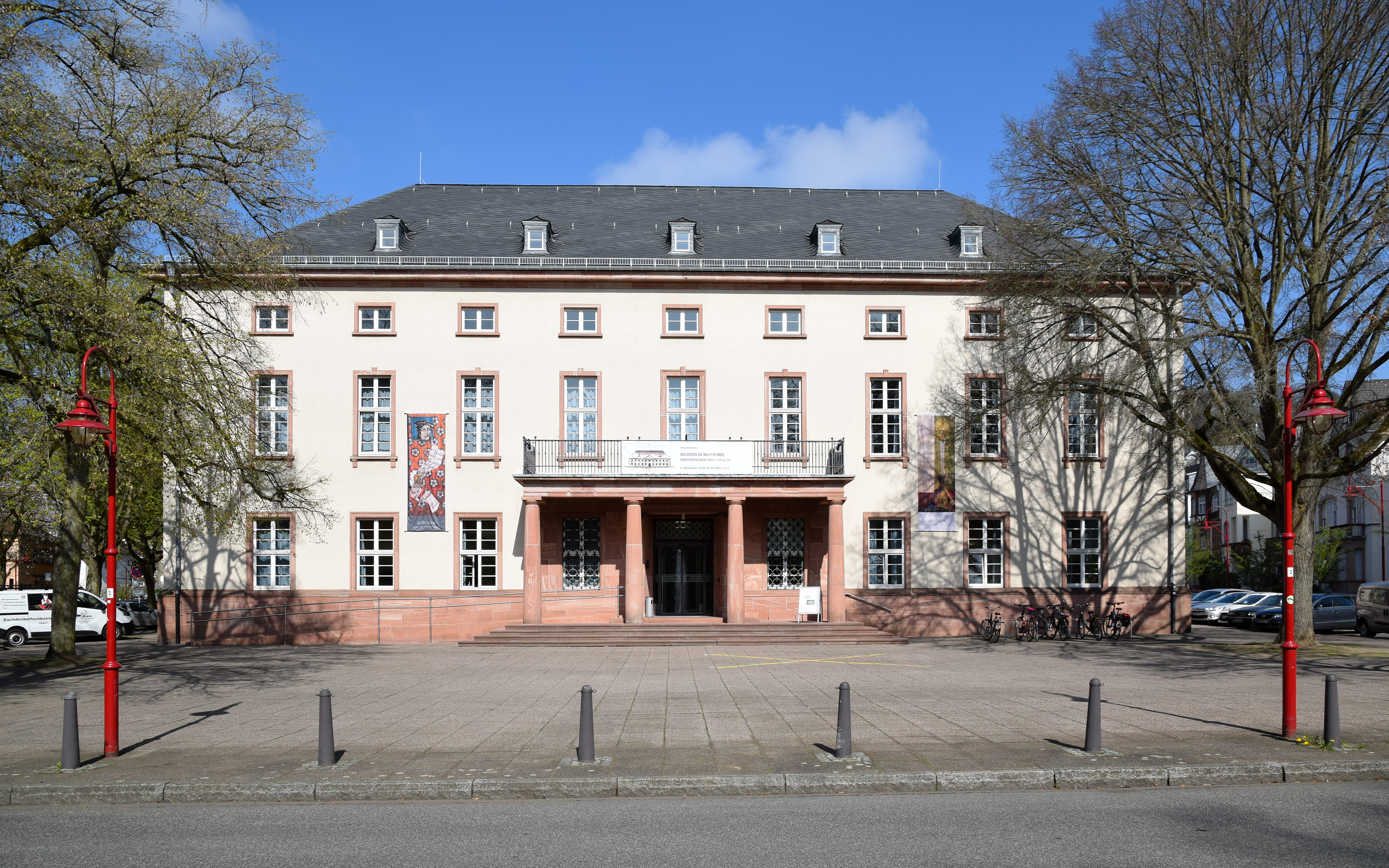
Standort der UB Marburg im Hessischen Staatsarchiv am Friedrichsplatz (1946–1967)

### Westdeutsche Bibliothek Marburg
Von 1942 bis 1944 war Clemens Köttelwesch bei der Universitätsbibliothek Marburg beschäftigt. Anlässlich eines Empfangs zu seinem siebzigsten Geburtstag durch die Frankfurter Stadt- und Universitätsbibliothek beschrieb Köttelwesch seine frühe konservatorische Tätigkeit in Marburg anekdotisch als handfeste Angelegenheit, bei der er mit „Pappe, Hammer und Nagel“ fensterlose Magazinräume vor Feuchtigkeit habe schützen müssen.
Seine Aufgabe war nämlich zunächst im Jahr 1944 die Auslagerung der Bestände der Universitätsbibliothek Marburg sowie der rund 1,8 Millionen Bände der Preußischen Staatsbibliothek Berlin in bis zu 800 Meter tiefe Kalibergwerke in Bad Hersfeld und Thüringen. Von 1946 bis 1948 überführte er sie im Auftrag der amerikanischen Militärregierung als Sonderbeauftragter des Hessischen Kultusministeriums zusammen mit Martin Cremer zurück nach Marburg. Die Bücher waren durch die Lagerorte zum Teil mit einer Salzschicht verkrustet. Es entstand daraus im Jahr 1948 die Westdeutsche Bibliothek mit den Standorten alte Universitätsbibliothek und Schloss. Vorübergehend war Marburg größter Bibliotheksstandort Deutschlands. Erst Anfang der 1970er Jahre zogen die Bestände der Westdeutschen Bibliothek zurück nach Berlin in die heutige Staatsbibliothek. Von 1948 bis 1954 war Köttelwesch Stellvertretender Direktor der Bibliothek.
1954 wurde Köttelwesch vom Dezernenten für Wissenschaft, Kunst und Volksbildung, Karl vom Rath, nach Frankfurt am Main berufen, wo er zunächst als Stellvertretender Direktor der Stadt- und Universitätsbibliothek tätig war. Am 1. November 1958 wurde ihm in Nachfolge von Hanns W. Eppelsheimer die Leitung übertragen, welche er 20 Jahre lang bis zu seiner Pensionierung im Jahre 1978 innehatte.

### Bibliotheksneubau Frankfurt (Main)

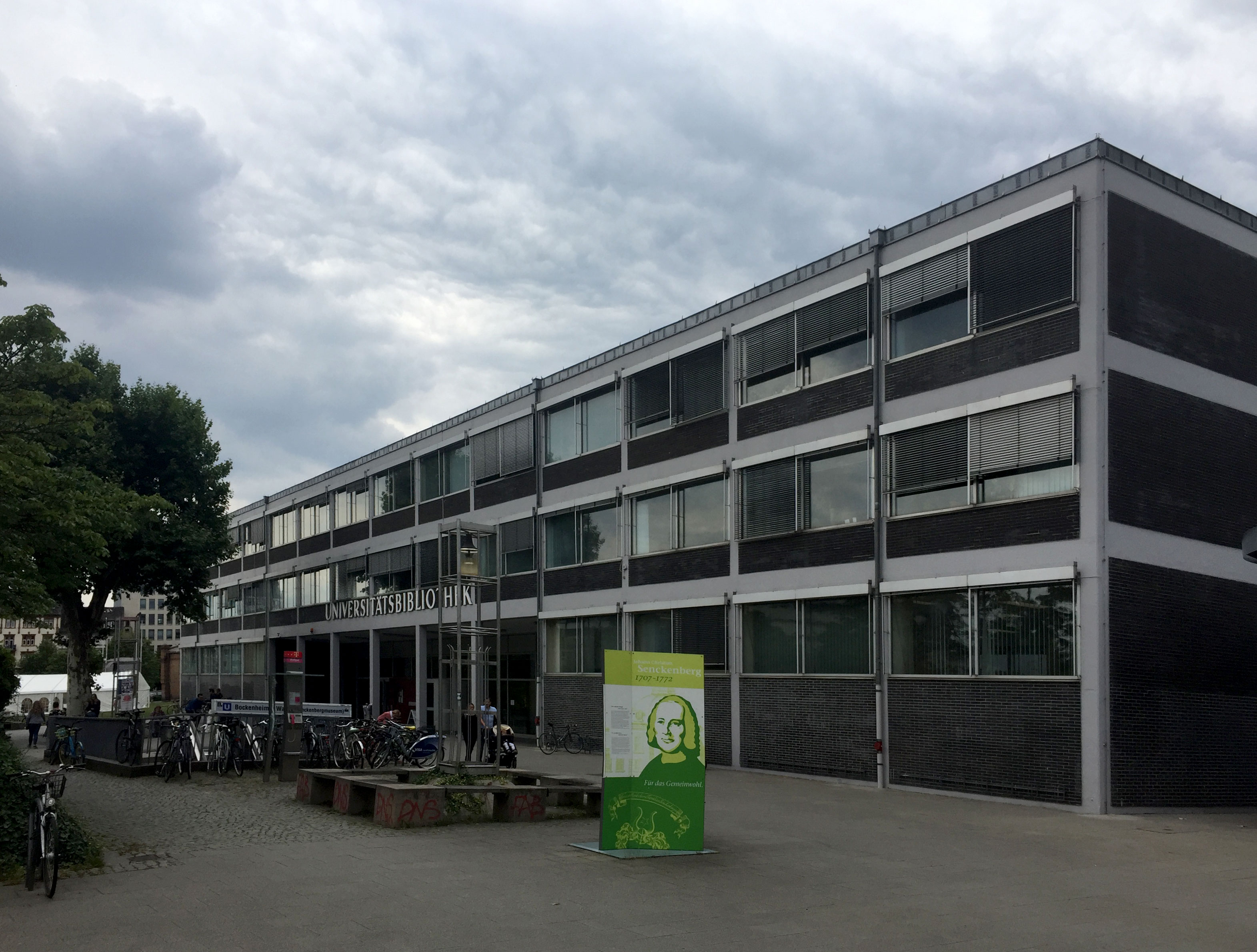
Stadt- und Universitätsbibliothek Johann Christian Senckenberg, Frankfurt am Main (2018)

Zu Beginn von Köttelweschs Tätigkeit als Direktor der Stadt- und Universitätsbibliothek befanden sich die Bestände der Frankfurter Stadtbibliothek, der vor dem Krieg deutschlandweit größten städtischen Büchersammlung, an vierzehn unterschiedlichen Standorten, zum Teil wegen der Kriegshandlungen noch in alten Bunkern, wo sie Schmutz und Temperaturschwankungen ausgesetzt waren.
Der Frankfurter Oberbürgermeister Werner Bockelmann priorisierte daraufhin einen Bibliotheksneubau, der unter finanzieller Beteiligung des Landes Hessen und des Bundes in den 1960er Jahren verwirklicht wurde. Der Neubau sollte höchst unterschiedlichen Bedürfnissen Rechnung tragen: umfangreiche Sondersammlungen aus der Geschichte des Frankfurter Mäzenatentums wie die Senckenbergische, die Rothschildsche und die Manskopf’sche Bibliothek sollten hier neben der modernen wissenschaftlichen Bibliothek für den Universitätsbetrieb ihren Platz finden.
Zusammen mit Universitätsbaudirektor Ferdinand Kramer plante er daher nicht nur einen neuen Bibliotheksbau, sondern auch ein neues Bibliothekskonzept nach amerikanischem Vorbild: statt der bisherigen Magazinaufstellung frei zugängliche Buch- und Zeitschriftenbestände, statt eines allgemeinen großen Lesesaals mehrere Fachlesesäle und umfassende Handbibliotheken, Speziallesesäle für die wissenschaftliche Benutzung und Mehrfachexemplare für viel benutzte Literatur. Das Gebäude sollte einfach von der Straße aus zu betreten sein, um eventuelle Hemmschwellen abzubauen. 1964 wurde es fertiggestellt und konnte bezogen werden. Trotz anfänglicher Kritik war dieses Konzept Vorbild nicht nur für die Bibliotheksneugründungen der 1960er und 1970er Jahre, sondern auch für bereits etablierte Bibliotheken.
Die 1948 gegründete Frankfurter Bibliothekarschule, an der er unterrichtete und die er nebenamtlich leitete, erfuhr durch ihn den konsequenten Ausbau durch Einbeziehung des höheren Dienstes im Jahr 1967 und des mittleren Dienstes im Jahre 1973. Im Unterschied zu anderen bibliothekarischen Ausbildungsstätten legte er sehr viel Wert auf den Praxisbezug, der für ihn ein wesentliches Merkmal der Ausbildung blieb. Nach einer USA-Reise Anfang der 1960er Jahre gab Köttelwesch unter anderem die Initiative zum Aufbau der Lehrbuchsammlungen in den Universitätsbibliotheken, zunächst mit Mitteln der Volkswagenstiftung.

### Herausgebertätigkeit
Mit ihren universitären, regionalen und überregionalen Diensten übernahm die Stadt- und Universitätsbibliothek eine wichtige Schwerpunktfunktion bei der überregionalen Literaturversorgung für die Sprach- und Literaturwissenschaften und bot als Quellenzentrum für Köttelwesch die Voraussetzung zur Erstellung der Bibliographie der deutschen Sprach- und Literaturwissenschaft, die er als Nachfolger von Hanns W. Eppelsheimer ab Band 2 von 1958 bis 1981 herausgab. In Fachkreisen ist die Bibliographie als Eppelsheimer-Köttelwesch bekannt.
Im Jahr 1969 wurde Köttelwesch durch den hessischen Kultusminister Ernst Schütte zum Honorarprofessor der Philosophischen Fakultät der Universität Frankfurt im Fachbereich Buchkunde ernannt. Diese Position hatte er bis zu seiner Pensionierung im Jahr 1978 inne.
Nach seiner Pensionierung im Jahr 1978 leitete Köttelwesch zunächst im Auftrag der Stiftung Volkswagenwerk das Förderprogramm zur Einrichtung von Buchrestaurierungswerkstätten. Ab 1980 übernahm er im Auftrag des Freien Deutschen Hochstifts und gefördert von der Deutschen Forschungsgemeinschaft die verantwortliche Herausgabe der Kritischen Ausgabe der Werke Hugo von Hofmannsthals. Bis 1988 lagen 16 der auf ein Volumen von 38 Bänden konzipierten Ausgabe vor.
Er gab weiterhin von 1966 bis 1981 die Zeitschrift für Bibliothekswesen und Bibliographie heraus, ab 1968 als Hauptherausgeber.

## Auszeichnungen
1978 wurde Köttelwesch nach seiner Verabschiedung als Direktor der Frankfurter Stadt- und Universitätsbibliothek im Juli des Jahres das Verdienstkreuz am Bande des Verdienstordens der Bundesrepublik Deutschland verliehen.
Am 8. März 1985 verlieh ihm Vera Rüdiger, die hessische Ministerin für Wissenschaft und Kunst, im Rahmen einer Feier in den Räumlichkeiten des Freien Deutschen Hochstifts die Goethe-Plakette des hessischen Ministeriums für Wissenschaft.

## Mitgliedschaften
Clemens Köttelwesch war von 1959 bis 1961 Vorsitzender des Vereins Deutscher Bibliothekare und Vorsitzender der Konferenz der Direktoren der wissenschaftlichen Bibliotheken des Landes Hessen und Mitglied des Bibliotheksausschusses der Deutschen Forschungsgemeinschaft.
Ab 1971 gehörte Köttelwesch dem Verwaltungsausschuss des Freien Deutschen Hochstifts/Frankfurter Goethe-Museum an. 1974 war er Mitbegründer der von Peter Lang errichteten Stiftung für Hochschul- und Forschungsdokumentation in Frankfurt am Main. 1981 wurde er in Nachfolge von Karl Konrad Polheim zum Vorsitzenden der Hugo von Hofmannsthal-Gesellschaft gewählt.
Im Jahr 1984, dem 500. Jubiläumsjahr der Bibliothek, gründete er zusammen mit Klaus-Dieter Lehmann und anderen die Gesellschaft der Freunde der Stadt- und Universitätsbibliothek Frankfurt. Er war der erste Vorsitzende der Gesellschaft.

## Publikationen

### Monografien
- England und die koloniale Schuldlüge. Dissertationsschrift, München 1942.
- Das wissenschaftliche Bibliothekswesen in der Bundesrepublik Deutschland. Studienhefte der Bibliotheksschule Frankfurt am Main. Stadt- und Universitätsbibliothek, Bibliotheksschule, Frankfurt am Main 1976.
  - Band 1: Allgemeines.
  - Band 2: Bibliothekstypologie.
- Das wissenschaftliche Bibliothekswesen in der Bundesrepublik Deutschland. Vittorio Klostermann, Frankfurt am Main.
  - Band 1: Die Bibliotheken: Aufgaben und Strukturen. 1978, ISBN 978-3-465-01322-8
  - Band 2: Die Bibliotheken in ihrer Umwelt. 2. überarb. Auflage 1980, ISBN 978-3-465-01368-6.

### Herausgeberschaften
- Wege zu Schopenhauer: Arthur Hübscher zu Ehren. Festgabe zum 80. Geburtstag. Brockhaus Verlag, Wiesbaden 1978, ISBN 978-3-7653-0297-8.
- Zur Katalogisierung mittelalterlicher und neuerer Handschriften. Sonderheft der Zeitschrift für Bibliothekswesen und Bibliographie, Nr. 1. Verlag Vittorio Klostermann, Frankfurt am Main 1963.
- Bibliographisches Handbuch der deutschen Literaturwissenschaft. Unter Mitarbeit von Hildegard Hüttermann, Cristina Maihofer und Irene Schneider. Verlag Vittorio Klostermann, Frankfurt am Main.
  - Band 1: Von den Anfängen bis zur Romantik. 1973.
  - Band 2: 1830 bis zur Gegenwart. 1976, ISBN 978-3-465-01029-6.
  - Band 3: Register. 1979, ISBN 978-3-465-01030-2.

### Wissenschaftliche Aufsätze
- Zum Neubau der Stadt- und Universitätsbibliothek Frankfurt am Main. In: Hans Striedl, Joachim Wieder (Hrsg.): Buch und Welt. Festschrift für Gustav Hofmann zum 65. Geburtstag dargebracht. Harrassowitz Verlag, Wiesbaden 1965, S. 125–136.
- Defensor humanitatis Hanns Wilhelm Eppelsheimer zum 17. Oktober 1965. In: Zeitschrift für Bibliothekswesen und Bibliographie. Band 12, 1965, S. 279–283.
- Vom Frankfurter Sammelkatalog zum Hessischen Zentralkatalog. In: Hermann Fuchs, Ewald Wagner (Hrsg.): Aktuelle Probleme der Bibliotheksverwaltung. Harrassowitz Verlag, Wiesbaden 1966, S. 92–101.
- Mass Utilization of German University Libraries. In: Libri. International Journal of Libraries and Information Services. Band 17, Nr. 1–4, Januar 1967, Munksgaard und Copenhagen 1967. doi:10.1515/libr.1967.17.1-4.0
- Zur Literaturversorgung an der Universität Frankfurt am Main. In: W. Haenisch und Clemens Köttelwesch (Hrsg.): Vom Strukturwandel deutscher Hochschulbibliotheken. Sonderheft der Zeitschrift für Bibliothekswesen und Bibliographie. Nr. 14. Verlag Vittorio Klostermann, Frankfurt am Main 1973, S. 159–179.
- Die Frankfurter Buchmesse: eine Tradition seit Jahrhunderten. In: Börsenblatt für den deutschen Buchhandel. Band 29, Heft 81, 1973, S. 1642–1650.
- Frankfurts Bibliotheken als Zeugnisse städtischen Bürgersinns. In: Interessengruppe Antiquariat und Versandbuchhandel im Börsenverein des Deutschen Buchhandels e.V. (Hrsg.): Aus dem Antiquariat. Zeitschrift für Antiquare und Büchersammler. Nr. 103, 1976, S. A 409–419.
- Gemeinsame Aufgaben der wissenschaftlichen Bibliotheken in Hessen. In: Otfried Weber (Hrsg.): Bibliothek und Buch in Geschichte und Gegenwart. Festgabe für Friedrich Adolf Schmidt-Künsemüller zum 65. Geburtstag am 30. Dez. 1975. Verlag Dokumentation Saur, München 1976, ISBN 978-3-7940-3311-9, S. 236–257.
- Die Stadt- und Universitätsbibliothek Frankfurt am Main. Ein Schwerpunkt: Deutsche Literatur und Literaturwissenschaft. In: Der Literat. Band 19, Heft 8, 1977, S. 177f.
- Die außeruniversitären Aufgaben der Stadt- und Universitätsbibliothek Frankfurt am Main. In: Brita Eckert, Heinz Friesenhahn, Günther Pflug (Hrsg.): Bibliothek, Buch, Geschichte. Kurt Köster zum 65. Geburtstag. Reihe: Sonderveröffentlichungen der Deutschen Bibliothek Nr. 5. Verlag Vittorio Klostermann, Frankfurt am Main 1977, S. 109–117.
- Zus. mit Franz Fischer: Die Einheitsklassifikation im Spiegel der Arbeitsgemeinschaft der Hochschulbibliotheken. In: Rainer Alsheimer (Hrsg.): Bestandserschließung und Bibliotheksstruktur. Rolf Kluth zum 10.2.1979. Harrassowitz Verlag, Wiesbaden 1979, S. 50–65.
- Die Lafontaine-Sammlung des Verlegers Wolfgang Metzner. In: Aus dem Antiquariat. Nr. 18, 1981, S. A 45–51.